# Берия, Ираклий Дзикиевич
Ираклий Дзикиевич Берия (род. 1906 год, село Ахалсопели, Зугдидский уезд, Кутаисская губерния, Российская империя — неизвестно, село Ахалсопели, Зугдидский район, Грузинская ССР) — звеньевой колхоза имени Берия Ахалсопельского сельсовета Зугдидского района, Грузинская ССР. Герой Социалистического Труда (1950).

## Биография
Родился в 1906 году в крестьянской семье в селе Ахалсопели Зугдидского уезда. Окончил местную начальную школу, после которой трудился в сельском хозяйстве. Во время коллективизации вступил в местный колхоз имени Берия Зугдидского района (с 1953 года — колхоз имени Ленина), председателем которого с 1938 года был Антимоз Михайлович Рогава. Трудился в колхозе до призыва в 1941 году в Красную Армию по мобилизации. Участвовал в Великой Отечественной войне. Воевал в составе 81-го запасного стрелкового полка. В сентябре 1944 года демобилизовался и возвратился на родину, где продолжил трудиться звеньевым чаеводческого звена в колхозе имени Берия Зугдидского района.
В 1949 году звено под его руководством собрало 10022 килограмма сортового зелёного чайного листа на участке площадью 3 гектара. Указом Президиума Верховного Совета СССР от 19 июля 1950 года удостоен звания Героя Социалистического Труда за «получение высоких урожаев сортового зелёного чайного листа и цитрусовых плодов в 1949 году» с вручением ордена Ленина и золотой медали «Серп и Молот» (№ 5248).
Этим же указом званием Героя Социалистического Труда были награждены восемь тружеников колхоза имени Берия чаеводы Вакоша Акакиевна Берия, Натела Бочоевна Гардава, Этери Элизбаровна Джоджуа, Минадора Партеньевна Кадария, Владимир Несторович Козуа, Ольга Александровна Купуния, Лили Кондратьевна Ревия и Дуня Яковлевна Рогава.
За выдающиеся трудовые достижения по итогам работы в 1950 году был награждён вторым Орденом Ленина.
После выхода на пенсию проживала в родном селе Ахалсопели Зугдидского района. Дата смерти не установлена.
Награды
- Герой Социалистического Труда
- Орден Ленина — дважды (1950; 01.09.1951)